# 蒲生重郷
蒲生 重郷（がもう しげさと、生没年不詳）は、戦国時代から安土桃山時代にかけての武将。賢秀の四男。氏郷の弟。肥後守を称した。勇猛な武将だったが、その武勇を兄氏郷に恐れられ、蒲生家臣の岡野平治兵衛と石原源八に下迫城で殺されたというが、ほかにも異説があり定かではない。
墓所は法泉寺の清寿院。